# بالجی (بورچکا)
بالجی (به ترکی استانبولی: Balcı) یک منطقهٔ مسکونی در ترکیه است که در بورچکا واقع شده‌است. بالجی ۴۲۲ نفر جمعیت دارد.